# Garrulus
Garrulus je rod ptáků z čeledi krkavcovití (Corvidae).

## Systém
Seznam dosud žijících druhů:
- Sojka nádherná – Garrulus lidthi
- Sojka obecná – Garrulus glandarius
- Sojka žíhaná – Garrulus lanceolathus